# Servizio internazionale delle latitudini
Il servizio internazionale delle latitudini o ILS era una rete di osservatori astronomici, composta in origine di sei osservatori posizionati tutti approssimativamente sulla latitudine nord di 39° 08', usata per misurare la variazione di latitudine risultante dall'oscillazione dell'asse di rotazione della Terra.
I sei osservatori originali erano situati in: Carloforte (Italia), Charjui (Turkestan), Cincinnati (Ohio, Usa), Gaithersburg (Maryland, Usa), Mizusawa e Ukiah (California, Usa).

## Storia
Il servizio internazionale delle latitudini è stato creato nel 1899 dall'United States National Geodetic Survey per studiare l'oscillazione dell'asse di rotazione della Terra e i conseguenti effetti sulle misure della latitudine. A tale scopo furono installati sei osservatori astronomici lungo la latitudine 39° e 08' Nord: tale latitudine fu scelta perché dava la migliore possibilità di installazione di osservatori distribuiti lungo l'intera circonferenza terrestre. L'allineamento dei sei osservatori lungo una stessa latitudine serviva per facilitare l'uniformità delle osservazioni che consisteva nel misurare l'altezza del polo nord celeste.

## Attività
L'attività di questi sei osservatori consisteva nello studiare dodici gruppi di stelle, ogni gruppo consistente di sei paia di stelle. Ogni notte, ogni osservatorio osservava due gruppi di stelle secondo un programma prestabilito in anticipo, successivamente venivano confrontati i dati rilevati con quelli registrati dagli altri cinque osservatori. Difficoltà economiche e guerre causarono la chiusura di alcuni degli osservatori iniziali, tuttavia un nuovo osservatorio fu creato a Kitab in Uzbekistan dopo la prima guerra mondiale.
Nel 1962 l'ILS divenne l'International Polar Motion Service (IPMS): continuò la raccolta di dati fino al 1982 quando l'informatica e le osservazioni da satelliti lo resero inutile. I dati raccolti dall'ILS sono ancora usati dai ricercatori per ricerche e studi sul moto del polo, le proprietà fisiche della Terra, in climatologia, in navigazione e telemetria satellitare.
| Località     | Latitudine       | Longitudine       |
| Gaithersburg | N 39° 08' 12,51" | O 077° 11' 55,85" |
| Cincinnati   | N 39° 08,3'      | O 084° 25,4'      |
| Ukiah        | N 39° 08' 14,26" | O 123° 12' 42,54" |
| Mizusawa     | N 39° 08,1'      | E 141° 07,9'      |
| Kitab        | N 39° 08,0'      | E 066° 52,9'      |
| Carloforte   | N 39° 08' 13,76" | E 008° 18' 41,90" |